# 雷克盧斯冰原島峰
70°18′S 70°32′W / 70.300°S 70.533°W
雷克盧斯冰原島峰（英語：Recluse Nunatak）是南極洲的冰原島峰，位於亞歷山大一世島中西部，處於韓德爾山麓冰川，根據美國探險隊的空中照片被繪入地圖。